# Влахернски дворец
Влахернският дворец (на старогръцки: τὸ ἐν Βλαχέρναις Παλάτιον), наричан още Голям Влахернски дворец, е несъхранен византийски императорски дворец, разположен в предградието Влахерна (днес район Фатих) – квартал в северозападната част на Константинопол при църквата Св. Богородица Влахернска. Районът на някогашния дворец е застроен и за описанието му се съди само по литературни източници.
Днес сравнително добре са запазени останките от Малкия Влахернски дворец, известен и като Порфирогенет, а на турски Tekfur Sarayı („Дворец на суверена“),:с. 109. Това е единственият относително добре запазен образец на византийска архитектура, макар и само като външните стени на триетажно здание от камък и тухли, подредени на ивици. Сградата, датираща от около 1300 г., се нарича също Дворец на Константин и е прилепена до Константинополските стени недалеч от Златния рог.

## История
Влахернският дворец е построен около 500 г. на шестия от седемте константинополски хълма. Дострояван е от императорите от династията на Комнините. Подсилени са градските защитни стени, които са в непосредствена близост до двореца, достроени са нови сгради и зали.
До XI век дворецът е с второстепенни функции. В края на века Алексий I Комнин мести основната имперска резиденция от Свещения дворец във Влахернския дворец. В 1081 г. дворецът става основна резиденция на монарха и Йоан VI Кантакузин е коронован в дворцовата църква.
През 1453 г. турците нахлуват в Константинопол, пробивайки крепостните стени във Влахернския квартал.